# ماثيو لومسدن
ماثْيُو لُومْسْدِن (بالإنجليزية: Matthew Lumsden)‏ (1191 - 1250 هـ / 1777 - 1835 م) هو مستشرق إنكليزي.
هو ماثْيُو لومسدن ابن جُون لومسدن. أرسلته شركة الهند الشرقية إلى الهند (سنة 1794 م) فتعلم الفارسية والعربية. وعلّمهما في مدرسة كلكتة. توفي 18 آذار سنة 1835 م.

## آثاره
من آثاره:
- له كتاب في النحو العربي على أساس المتون النحوية العربية المتداولة وعنوانه:

A Grammar of the Arabic language, according to the principles taught and maintained in the Schools of Arabia. Vol. one Calcutta, 1813.
ولم يظهر غير الجزء الأول. وقد قام بترجمته إلى الفارسية عبد الرحيم بن عبد الكريم، تحت إشراف المؤلف لومسدن، وظهرت الترجمة في 1828 بعنوان «غاية البيان في علم اللسان».
- ألّف «نحواً فارسياً» كبير الحجم، ظهر في مجلدين في كلكتة 1800 بعنوان A Grammar of the Persian Language.
- نشر «مختارات لاستعمال فصول اللغة الفارسية في كلية فورت وليم»، في أربعة أجزاء، كلكتة، 1809. وتضم أعمال لعبد الرحمن الجامي وأمير خسرو والدواني وسعدي الشيرازي و عناية الله كمبو و الكاشفي.[3]

## وصلات خارجية
- كتاب A Grammar of the Arabic Language according to the principles taught and maintained in the Schools of Arabia, Volume 1 - من كتب جوجل